# Petra Wimbersky
Petra Wimbersky est une footballeuse allemande née le 9 novembre 1982 à Munich. 
Petra a été sacrée championne du monde en 2007 et championne d'Europe en 2001 et 2005 avec l'Allemagne. La munichoise possède 70 sélections (16 buts) sous les couleurs de son pays (au 1er novembre 2007).
En club, avec Potsdam et Francfort, Petra a glané 3 Championnats d'Allemagne, 4 Coupes d'Allemagne et une Coupe de l'UEFA.

## Carrière
- 1999-2002 : Bayern Munich
- 2002-2006 : FFC Turbine Potsdam
- 2006-2010 : FFC Francfort
- 2010-2012 : Bayern Munich

## Palmarès
- Vainqueur de la Coupe du monde féminine 2007 avec l'Allemagne
- Vainqueur du Championnat d'Europe 2001 avec l'Allemagne
- Vainqueur du Championnat d'Europe 2005 avec l'Allemagne
- Médaille de Bronze aux Jeux olympiques d'Athènes en 2004
- Vainqueur du Championnat d'Europe des - de 18 ans en 2000 avec l'équipe d'Allemagne des - de 18 ans
- Vainqueur de la Coupe UEFA féminine en 2005 avec le 1.FFC Turbine Potsdam
- Vainqueur de la Coupe UEFA féminine en 2008 avec le 1.FFC Francfort
- Championne d'Allemagne en 2004 et en 2006 avec le 1.FFC Turbine Potsdam
- Championne d'Allemagne en 2007 et en 2008 avec le 1.FFC Francfort
- Vainqueur de la Coupe d'Allemagne féminine en 2004, 2005 et 2006 avec le 1.FFC Turbine Potsdam
- Vainqueur de la Coupe d'Allemagne féminine en 2007 et en 2008 avec le 1.FFC Francfort